# Église du Très Saint-Sauveur de Varsovie
 (octobre 2024).
L'église du Très Saint-Sauveur (en polonais : Kościół Najświętszego Zbawiciela) est une église paroissiale catholique romaine du quartier de Śródmieście de Varsovie, en Pologne, située sur la place du Sauveur.

## Histoire
Les origines de l'église remontent à la fin du XIXe siècle. Un nombre croissant de citoyens des quartiers Śródmieście Południowe et Ujazdów de Varsovie souhaitaient commémorer l'arrivée prochaine de l'année 1900. Ils furent soutenus par l'archevêque Wincenty Popiel. En 1900, les terrains sis entre les rues Marszałkowska et Mokotowska furent achetés et la construction d'une église commença l'année suivante. En 1903, l'église fut partiellement ouverte aux croyants et quatre ans plus tard, elle devint pleinement opérationnelle. En 1927, elle fut consacrée solennellement par l'évêque Stanisław Gall.
Pendant la Seconde Guerre mondiale, le bâtiment a été gravement endommagé. En 1939, lors du bombardement de Varsovie, des missiles détruisirent la tour ouest et le toit. Les Allemands firent également arrêter le recteur de l'église, le prêtre Marceli Nowakowski, qui fut plus tard exécuté dans les jardins de la Diète en février 1940. Après l'écrasement de l'insurrection de Varsovie de 1944, les Allemands font exploser des explosifs dans l'église, endommageant gravement l'ensemble du bâtiment.
Après la guerre, des travaux de restauration rapides furent effectués et, en 1948, l'édifice fut à nouveau ouvert aux fidèles. Cependant, les autorités communistes n'autorisèrent la reconstruction des flèches qu'en 1955. Lors de la construction du quartier des appartements Marszałkowska, elles décident également de modifier le tracé de la rue Marszałkowska et de laisser construire l'hôtel MDM sur la place de la Constitution afin de cacher l'église du panorama de la ville.
L'édifice consiste en une église basilique à trois nefs avec un dôme surplombant la croisée des nefs. La façade principale, tournée vers la place, présente deux tours élancées et des sculptures des saints Pierre et Paul.